# Chalco (Nebraska)
Chalco és una concentració de població designada pel cens dels Estats Units a l'estat de Nebraska. Segons el cens del 2000 tenia 10.736 habitants.

## Demografia
Segons el cens del 2000, Chalco tenia 10.736 habitants, 3.719 habitatges, i 2.915 famílies. La densitat de població era de 1.429,4 habitants per km².
Dels 3.719 habitatges en un 51,1% hi vivien nens de menys de 18 anys, en un 67% hi vivien parelles casades, en un 8,6% dones solteres, i en un 21,6% no eren unitats familiars. En el 16% dels habitatges hi vivien persones soles el 0,8% de les quals corresponia a persones de 65 anys o més que vivien soles. El nombre mitjà de persones vivint en cada habitatge era de 2,89 i el nombre mitjà de persones que vivien en cada família era de 3,28.
Per edats la població es repartia de la següent manera: un 33,2% tenia menys de 18 anys, un 7,6% entre 18 i 24, un 43,6% entre 25 i 44, un 13,9% de 45 a 60 i un 1,6% 65 anys o més.
L'edat mediana era de 29 anys. Per cada 100 dones de 18 o més anys hi havia 98,1 homes.
La renda mediana per habitatge era de 60.357 $ i la renda mediana per família de 62.217 $. Els homes tenien una renda mediana de 40.403 $ mentre que les dones 28.066 $. La renda per capita de la població era de 21.370 $. Aproximadament el 2% de les famílies i el 2,9% de la població estaven per davall del llindar de pobresa.

## Poblacions més properes
El següent diagrama mostra les poblacions més properes.